# Calospila thara
Espèce
Calospila thara est un insecte lépidoptère appartenant à la famille  des Riodinidae et au genre Calospila.

## Dénomination
Calospila thara a été décrit par William Chapman Hewitson en 1858 sous le nom de Lemonias thara.

### Sous-espèces
- Calospila thara thara présent au Brésil.
- Calospila thara nomia (Godman, 1903); présent en Guyane, en Guyana
- Calospila thara pulchra (Lathy, 1904); présent  en  Équateur et au Pérou

## Description
Calospila thara thara est un papillon bleu avec une partie basale orange minime aux antérieures, très large aux postérieures ne laissant qu'une bande marginale bleue ornée d'une ligne submarginale de points noirs. Les ailes antérieures ont une ornementation noire pour l'apex et de marques noires forment des lignes dans la partie basale.
Calospila thara nomia est bleu avec juste une bande anale orange aux postérieure avec une ornementation de lignes de taches noires parallèle à celle submarginale.
Calospila thara pulchra est bleu avec une partie basale orange comme chez Calospila thara thara mais avec une ornementation noire limitée aux ailes antérieures avec une ligne submarginale de points noirs et deux lignes noires qui lui sont papallèles en limite de la partie basale orange.

## Écologie et distribution
Calospila thara est présent dans le nord de l'Amérique du Sud, en Guyane, en Guyana,  au Surinam, au Brésil, en  Équateur et au Pérou.

### Biotope
Il réside dans la forêt tropicale.

### Protection
Pas de statut de protection particulier.